# Тишина (телесериал)
«Тишина» (англ. The Silence) — четырёхсерийный детективный триллер, выпущенный каналом BBC One в 2010 году. Главная героиня — почти глухая девушка, ставшая свидетельницей убийства.

## Сюжет
Действие происходит в Бристоле (съёмки проходили в Дублине). Действие разворачивается вокруг Амелии, 18-летней слабослышащей девушки, пытающейся интегрироваться в мир слышащих людей после кохлеарной имплантации. Амелия стала свидетельницей убийства полицейского, а ход расследования позволяет вскрыть коррупционную сеть в полиции.
Инспектор Джим Эдвардс, дядя Амелии, расследует убийство банды. Родители Амелии донимают её гиперопекой, и она, недавно поставившая себе имплантат, решает провести некоторое время с семьёй дяди. Гуляя с собакой, она становится свидетельницей убийства женщины-полицейского Джейн, работавшей над делами о семейном насилии. Амелия узнаёт одного из убийц, который оказался полицейским из отряда по борьбе с наркотиками, и впоследствии помогает изобличить продажных полицейских.

## В ролях
- Дженевив Барр — Амелия
- Джина Макки — Анна
- Хью Бонневилль — Крис
- Дуглас Хеншолл — Джим Эдвардс
- Дервла Кирван — Мэгги Эдвардс
- Дэвид Вэстхэд — Фрэнк
- Джозетт Саймон — терапевт (в 2 эпизодах)

## Критика
Джон Престон из The Telegraph похвалил игру Амелии и техническое решение демонстрации звучания речи для слабослышащей, но при этом раскритиковал стереотипичный ход сюжета с чтением по губам и слабый сюжет. «Режиссёр Дервла Уолш старалась добавить в действие немного напряжённости, но в сюжете Фионы Серес было просто не с чем работать».
Дэмьен Лав, рецензент шотландской газеты The Herald, в своей колонке также ругал слабый сюжет (назвав его «мучительно наивной погоней за убийцей») и отмечал бесплодные попытки создать напряжённость в кадре.
Барр удостоилась похвал в рецензиях всех британских газет. Критики положительно отмечали демонстрацию на телевидении культуры глухих и информирование телезрителей. С другой стороны, рецензентка сайта Disability Arts Online высказала многочисленные претензии именно к изображению глухоты и глухих в данном сериале, в особенности нереалистичную работу имплантата.